# Coelogyne suaveolens
Coelogyne suaveolens là một loài phong lan.